# Dotto lattifero ostruito
Un dotto lattifero ostruito o dotto galattoforo otturato è un blocco di uno o più condotti lattiferi che trasportano il latte al capezzolo al fine di allattare l'infante.

## Sintomatologia
I sintomi sono localizzati in un solo seno, con rossore nella pelle sopra il grumo. La causa di un dotto bloccato è la mancata espulsione del latte da parte del seno. Ciò può essere dovuto all'abbigliamento stretto o a un trauma del seno. A volte il condotto in una parte del seno è bloccato dal latte che si è addensato.
La madre può far alimentare il nascituro frequentemente al seno ostruito e massaggiare delicatamente il seno sul grumo mentre il suo bambino è allattato. Alcune madri ritengono utile applicare impacchi caldi e variare la posizione del bambino (dall'altro lato del corpo o sotto il braccio). A volte dopo un leggero massaggio sul grumo, una specie di latte addensato viene fuori attraverso il capezzolo, seguito da un rapido flusso di latte e un generale sollievo del dotto ostruito. Se il dotto rimane ostruito può portare alla mastite.